# Unonopsis bahiensis
Unonopsis bahiensis är en kirimojaväxtart som beskrevs av Paulus Johannes Maria Maas och Orava. Unonopsis bahiensis ingår i släktet Unonopsis och familjen kirimojaväxter. Inga underarter finns listade i Catalogue of Life.